# Ministère de l'Agriculture (république démocratique du Congo)
Pour les articles homonymes, voir Ministère de l'Agriculture.
Le ministère de l'Agriculture de la république démocratique du Congo est le ministère responsable de la politique agricole du pays.

## Missions
- Production agricole et autosuffisance alimentaire ;
- Planification des objectifs nationaux de production dans les domaines de l’agriculture, et de l’agroforesterie ;
- Promotion et encadrement des associations et coopératives agricoles ;
- Conception, exécution, suivi et évaluation des programmes et projets de développement agricole ;
- Promotion des produits de l’agriculture destinés à l’alimentation intérieure, à l’industrie nationale et à l’exportation ;
- Surveillance phytosanitaire et gestion de la quarantaine végétale à l’intérieur du pays et aux postes frontaliers et mise à jour permanente des mesures réglementaires y relatives ;
- Orientation et appui des opérateurs économiques intéressés à investir dans les secteurs de l’agriculture vers les sites à hautes potentialités de production, de manière à minimiser les coûts d’exploitation ;
- Collecte, analyse et publication des données statistiques d’agriculture sous forme d’annuaire.

## Organisation
Le ministère de l'Agriculture compte un effectif de 14 424 personnes réparties dans les structures ci-dessous :
- Secrétariat général (12 888 personnes)
  - Direction des ressources humaines
  - Direction des études et planification
  - Direction administrative et financière
  - Direction développement et entrepreneuriat agricole
  - Direction production des végétaux
  - Direction marchés des produits agricoles et crédits de campagnes
  - Direction centres agricoles
  - Direction protection des végétaux
  - Direction encadrement des professionnels de l'agriculture
  - Direction agro-industrie
  - Direction aménagement des terres agricoles et maitrises de l'eau
  - Direction d'archives, nouvelles technologie de l'information et communication
  - Cellule de gestion des projets et des marchés publics
- Centre de recherche sur le Maïs/CRM (213 personnes)
- Cacaoérie de bengamisa/CABEN (23 personnes)
- Caisse de stabilisations cotonnières (51 personnes)
- Corps des inspecteurs nationaux
- Office national de développement et de l'élevage (37 personnes)
- Laboratoire vétérinaire de Kinshasa / LABOVET (39 personnes)
- Programme national riz (231 personnes)
- Programme d'urgence et d'auto suffisance alimentaire / PUAA
- Représentation permanente FAO
- Service national de statistiques agricoles / Kisangani (6 personnes)
- Service national de mécanisations agricoles / SENAMA (119 personnes)
- Service national d'aquaculture / SENAQUA (149 personnes)
- Service national des fertilisants et des intrants connexes (121 personnes)
- Service national de vulgarisation agricole (205 personnes)
- Service national de développement de la pêche / SENADEP (22 personnes)
- Service national des semences (235 personnes)
- Service quarantaine végétale / SQAV (85 personnes)